# Esercito industriale di riserva
Esercito industriale di riserva è l'espressione con la quale Karl Marx indica, nel I libro del Capitale, la massa dei disoccupati in un'economia capitalistica e la sua funzione.
Il filosofo-economista nota due caratteristiche apparentemente paradossali (se osservate dal punto di vista della lotta di classe) del fenomeno della disoccupazione.
Innanzitutto è la stessa opera subordinata degli operai che concorre a rendere in parte eccedente il proprio stesso lavoro. Sono gli operai infatti, costretti a produrre plusvalore di cui si appropriano i capitalisti, plusvalore grazie al quale il capitalista può tentare, una volta raggiunto il limite oltre il quale gli è impossibile abbassare i salari, di combattere la concorrenza rinnovando i processi produttivi, quindi risparmiando manodopera, così come il loro stesso lavoro subordinato produce le macchine che sostituiscono in parte il lavoro loro o di altri operai.
I capitalisti, obbligati dalla concorrenza ad aumentare la produttività, ossia a diminuire il costo unitario delle merci prodotte, sono così costretti ad aumentare l'uso delle macchine modificando la composizione del proprio capitale, aumentando la quota del capitale costante (macchinari, acquisti di materie prime) a scapito di quella del capitale variabile (salari). Ma d'altro canto i capitalisti non ricavano, come credono, plusvalore dalla quantità di capitale investito ma dal lavoro operaio che hanno comunque, come per qualsiasi loro voce di spesa, interesse a pagare il meno possibile, tendenzialmente non più del livello di sussistenza. Dall'osservazione di questa contraddizione, aumento del capitale costante e diminuzione di quello variabile (la spesa per il lavoro), il solo che produca valore, nasce in Marx la teoria della caduta tendenziale del saggio di profitto.

La presenza di un gran numero di disoccupati è funzionale all'esistenza stessa del sistema capitalistico, poiché, alimentando la concorrenza tra gli operai, garantisce un basso livello di salari opponendosi alle rivendicazioni di aumenti salariali che diminuirebbero ancor di più il profitto per il capitalista e la massa totale di plusvalore di cui si appropria la classe capitalistica nel suo insieme (accelerando quindi la caduta tendenziale del saggio di profitto). 
La definizione marxiana è tratta dal linguaggio militare perché secondo Marx la disoccupazione è un’arma in mano ai capitalisti nel dispiegamento della lotta di classe.
Marx prosegue la propria analisi definendo la disoccupazione come una sovrappopolazione relativa, e sottolineando come solo in natura, tra gli animali o le piante e senza l'intervento regolatore dell'uomo, si possa parlare di “sovrappopolazione assoluta”.